# Ordine del Cuore d'oro (Kenya)
L'Ordine del Cuore d'oro è un ordine cavalleresco del Kenya.

## Storia
L'ordine è stato fondato il 21 aprile 1966 da Jomo Kenyatta.

## Classi
L'ordine dispone delle seguenti classi di benemerenza che danno diritto a dei post nominali qui indicati tra parentesi:
- capo (C.G.H.)
- anziano (E.G.H.)
- moran (M.G.H.)

## Insegne
- Il nastro è giallo con bordi rossi, verdi e neri.